# گرانش ماه
[[پرونده:MoonLP150Q_grav_150.jpg|چپ|بندانگشتی|300x300پیکسل|ناهنجاری گرانشی شعاعی ٫ɡ. در تمامی سطح ماه، تغییر در مقدار شتاب گرانشی حدود 0.0253 m/s 2 است. از آنجا که وزن مستقیماً به شتاب گرانشی بستگی دارد، وزن اجسام در ماه فقط ۱۶٫۶٪ (۱/۶ ≈) وزن آن‌ها روی زمین خواهد بود.

## میدان گرانشی
میدان گرانشی ماه با ردیابی سیگنال‌های رادیویی منتشر شده از فضاپیماهای مدارگرد اندازه‌گیری شده‌است. اصل استفاده شده به اثر داپلر بستگی دارد، که به موجب آن شتاب فضاپیمای خط دید را می‌توان به وسیلهٔ جابجایی‌های کوچک در فرکانس سیگنال رادیویی و اندازه‌گیری فاصله فضاپیما تا ایستگاه روی زمین اندازه‌گیری کرد. از آنجا که میدان گرانشی ماه بر مدار یک فضاپیما تأثیر می‌گذارد، می‌توان از این داده‌های ردیابی برای تشخیص ناهنجاری‌های گرانشی استفاده نمود. با این حال، به دلیل قفل گرانشی ماه، ردیابی فضاپیماها از زمین که دورتر از مرز ماه باشند امکان‌پذیر نیست، بنابراین تا قبل از مأموریت بازیابی گرانش و آزمایشگاه داخلی (GRAIL)، میدان گرانش سمت پنهان به‌طور دقیق مشخص نبود.

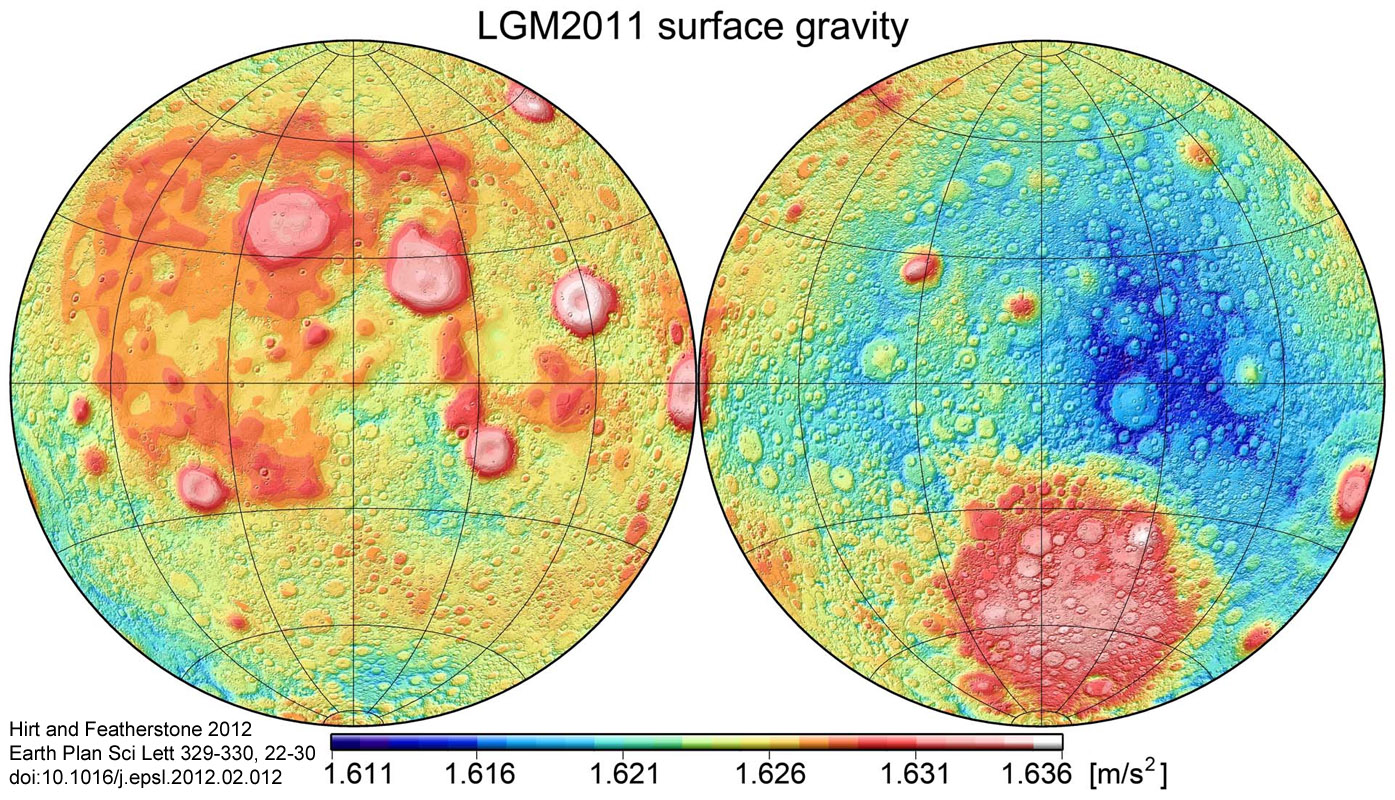
شتاب جاذبه در سطح ماه در واحد m / s ^{2}. سمت پیدا در چپ، سمت پنهان در راست. نقشه از Lunar Gravity Model 2011.

یکی از ویژگی‌های اصلی میدان گرانشی ماه وجود غلظت جرمی که ناهنجاری‌های بزرگ گرانش مثبت هستند که با برخی از دهانه‌های برخوردی غول پیکر مرتبط هستند. این ناهنجاری‌ها به‌طور قابل توجهی بر مدار فضاپیماها به دور ماه تأثیر می‌گذارند، و برای برنامه‌ریزی ماموریت‌های سرنشین‌دار و بدون سرنشین، یک مدل گرانشی دقیق لازم است. آنها در ابتدا با تجزیه و تحلیل داده‌های ردیابی دریافتی از برنامه مدارگرد ماه کشف شدند: آزمایش‌های ناوبری پیش از برنامه آپولو خطاهای موقعیت‌یابی را بسیار بزرگتر از مشخصات فنی مأموریت نشان داد.
ناهنجاری‌های غلظت جرمی تا حدی به دلیل وجود جریان‌های متراکم دریاوارهای بازالتی گدازه که برخی از دهانه‌های برخوردی را پر می‌کند وجود دارند. با این حال، جریان‌های گدازه به خودی خود نمی‌توانند دگرگونی‌های جاذبه را به‌طور کامل توضیح دهند، بالا رفتن پوسته-گوشته نیز نیاز است. بر اساس مدل‌های گرانشی مأموریت Lunar Prospector، پیشنهاد شده که برخی از ناهنجاری‌ها شواهدی در مورد دریاوارهای بازالتی آتشفشانی نشان نمی‌دهند. وسعت عظیم دریاوارهای بازالتی آتشفشانی مرتبط با اقیانوس طوفان‌ها، باعث ناهنجاری گرانش مثبت نمی‌شود. مرکز ثقل ماه دقیقاً با مرکز هندسی آن منطبق نیست، بلکه حدود ۲ کیلومتر به سمت زمین جابجا شده‌است.